# Mellisuga helenae
O colibri-abelha-cubano, beija-flor-de-helena, colibri-abelha ou beija-flor-abelha (Mellisuga helenae) é uma espécie de beija-flor endêmica de Cuba e da Ilha da Juventude. É a menor ave do mundo medindo cerca de 5,7 centímetros e pesa aproximadamente 1,6 gramas, segundo o Guinness World Records. Também é chamado de beija-flor-zumbidor e zunzuncito.

## Dimorfismo sexual
O macho tem o píleo verde e a garganta vermelha, com plumas laterais alongadas, a parte superior é azulada, e nas partes inferiores restantes são principalmente brancas ou acinzentadas. O macho é menor que a fêmea. A fêmea é verde na parte superior, e branca na parte inferior.

## Ninho
Usando pedaços de teias de aranha, cascas e líquens, a fêmea constrói um ninho em forma de taça que é apenas cerca de 2,5 cm de diâmetro. Ela forra o ninho com fibras de plantas. Neste ninho, ela põe seus ovos, que são do tamanho de ervilhas. Ela só incuba os ovos e põe apenas dois ovos por vez.

## Polinização
O beija-flor abelha se alimenta principalmente de néctar. Com uma língua a forma de um tubo longo, o pássaro suga o néctar e o pólen gruda em seu bico ou na plumagem. Quando voa de flor em flor, ele transfere o pólen. Desta forma, ela desempenha um papel importante na reprodução das plantas. No espaço de um dia, o beija-flor abelha pode visitar até 1.500 flores.